# Fusicolla merismoides
Fusicólla merismoídes (лат.) — вид грибов-аскомицетов, относящийся к роду Fusicolla семейства нектриевые (Nectriaceae). Ранее включался в состав рода фузариум (Fusarium) как фуза́риум мерисмови́дный (Fusárium merismoídes).

## Описание
Колонии на картофельно-декстрозном агаре (PDA) крайне медленнорастущие, слизистые, дрожжеподобные, практически без воздушного мицелия, в белых, оранжевых, малиновых тонах, иногда оранжевые с белым краем.
Макроконидии при культивировании на агаре с гвоздичными листьями (CLA) образуются в многочисленных спородохиях или пионнотах, цилиндрически-серповидные, эллиптически-изогнутые, преимущественно с 3—4 септами (молодые макроконидии часто одноклеточные, септы развиваются постепенно). Верхняя клетка закруглённая, нижняя клеткапритупленная. Макроконидии с 3 септами 23—60 × 2,2—5 мкм. Фиалиды — нередко полифиалиды, булавовидные до неправильно цилиндрических, 12—20 × 3—5 мкм. Микроконидии отсутствуют. Хламидоспоры могут образовываться при длительном культивировании.

## Экология и значение
Повсеместно распространённый почвенный гриб, изредка выделяющийся с плодов злаков, из сокотечений деревьев.

## Таксономия
Fusicolla merismoides (Corda) Gräfenhan, Seifert & Schroers, Stud. Mycol. 68: 101 (2011). — Fusarium merismoides Corda, Icon. Fung. 2: 4 (1838).

### Синонимы
- Fusarium merismoides Corda, 1838
- Fusarium nicotianae Oudem., 1902
- Fusarium oxysporum f. nicotianae (Oudem.) Subram., 1971
- Fusarium rimosum (Peck) Sacc., 1886
- Fusisporium rimosum Peck, 1878